# Viola utahensis
Viola utahensis är en violväxtart som beskrevs av Milo Samuel Baker och J. Clausen. Viola utahensis ingår i släktet violer, och familjen violväxter. Inga underarter finns listade i Catalogue of Life.